# 红色两年

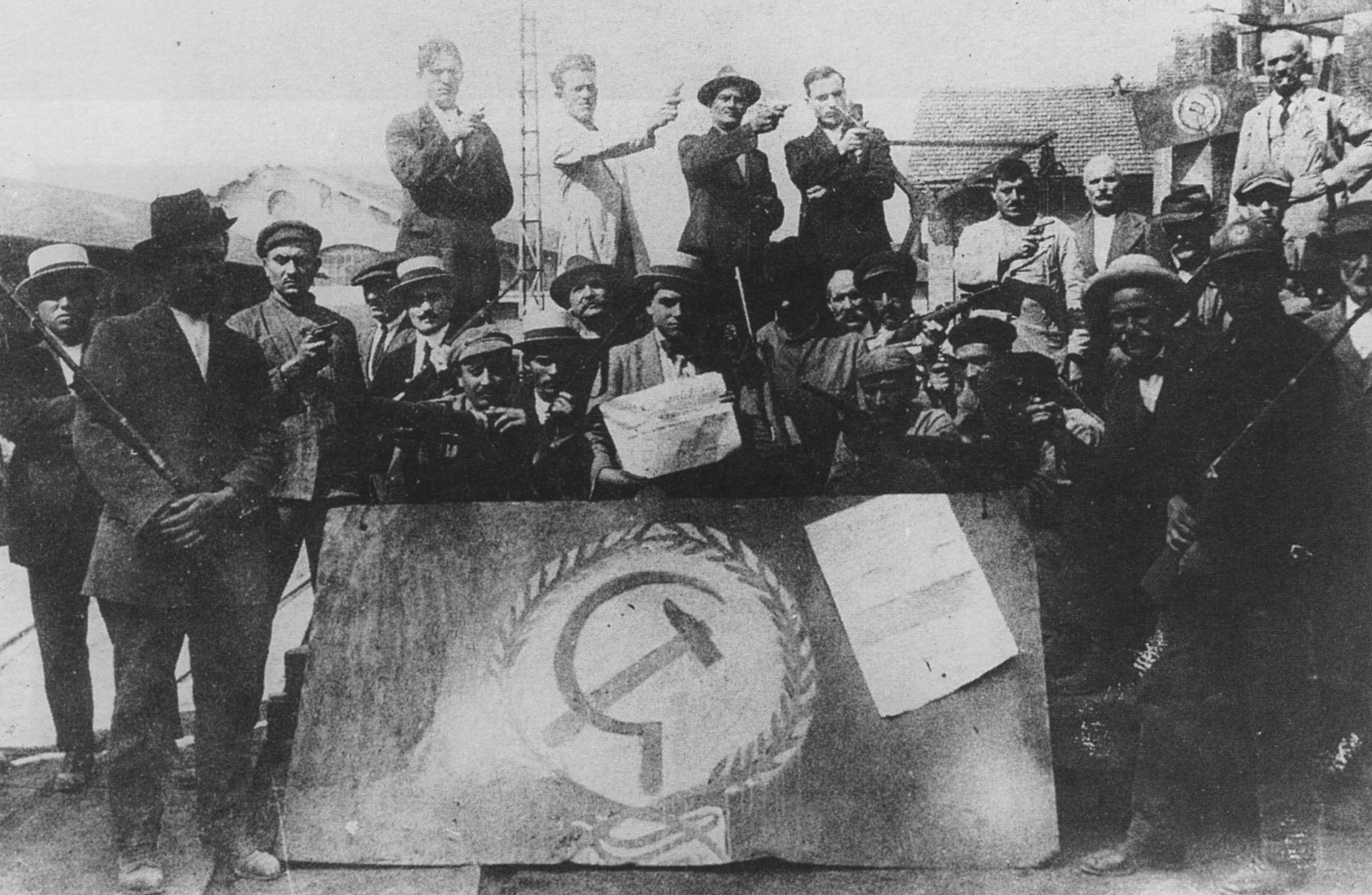
1920年，处于赤卫队管理下的工厂

红色两年（意大利语：Biennio Rosso） 是指第一次世界大战结束后，1919年—1920年意大利社会发生激烈冲突的时期。革命时期结束后接着就是法西斯黑衫军的暴力回击，最终贝尼托·墨索里尼于1922年向罗马进军。

## 背景
红色两年发生在战争结束后经济危机的背景下，社会失业率高，政治不稳定。此段时期的特征是大规模罢工、工人示威以及通过占领土地和工厂进行自我管理的实验。自战争的最后几年以来，紧张局势一直在上升。一些当代观察家认为，到1918年底，意大利已处于革命的边缘。 
在战争结束后，意大利皇家军队的大规模复员加剧了广泛的失业，在这个时期，人们面临着不断上升的通货膨胀和基本商品价格的大幅上涨。人们与工会、意大利社会党（PSI）和无政府主义运动的联系大幅增加。PSI的成员增加到25万，主要的社会主义工会，意大利劳工总联合会（CGL）成员人数达到200万人，而无政府主义的意大利工团主义联盟（USI）有30万至50万分支成员。1919年12月，无政府主义领导人埃里科·马拉泰斯塔从流亡中归来，使无政府主义者的活力大增。

## 重要事件
在都灵和米兰，工厂委员会——意大利主要的马克思主义理论家安东尼奥·葛兰西认为它相当于俄国的苏维埃——成立了，并且在革命社会主义者和安那其工团主义者的领导下许多工厂被工人占领。鼓动活动还扩展到巴丹平原的农业地区，并伴随着农民罢工、农村暴动以及左翼和右翼民兵之间的武装冲突。
工业行动和农村动乱显著增加：1919年有1663次工业罢工，而1913年只有810次。1919年有超过一百万的产业工人参与其中，是1913年的三倍。这一趋势在1920年继续，这一年有1881次工业罢工。农村罢工也大幅增加，从1913年的97次增加到1920年的189次，有超过一百万农民参加了罢工。1919年7月20-21日，人们为声援俄国革命而举行了总罢工。
1920年4月，都灵的金属工人，特别是菲亚特工厂的工人举行了罢工，要求承认他们的“工厂委员会”，但是PSI和CGL并不支持这一要求。“工厂委员会”越来越多地将自己视为民主控制经济来运行工厂的新典范，而非作为与雇主讨价还价的工具。米兰和都灵金属业的武装工人占领了他们的工厂，以回应雇主的停工。工厂占领席卷了意大利西北部的“工业三角区”。约40万名金属业工人和10万名其他工人参加了运动。9月3日，都灵的185家金属加工厂被占领。
PSI和CGL没有看到这场运动的革命潜力；如果它被最大限度地利用并极力扩大到意大利其他地区（意大利南方以农业为主，发展比北方落后，葛兰西曾提请关注意大利的南方问题），意大利向革命方向的转变就有可能发生。社会主义团体的大多数领导人对北方的斗争感到高兴，但却没有采取什么措施来利用占厂和起义的影响。没有得到主动支持，革命被隔绝，革命运动最终逐渐衰退了。

## 后续
到 1921 年，由于工业危机导致大规模裁员和减薪，运动正在衰落。与 PSI 和 CGL 的被动行为相比，雇主和即将到来的法西斯确实做出了主动反应。革命时期过后是法西斯黑衫军民兵在意大利工厂主、地主支持下的暴力回击。最终，贝尼托·墨索里尼于1922年10月向罗马进军。

## 扩展阅读
- Giuseppe Maione, Il biennio rosso. Autonomia e spontaneità operaia nel 1919-1920, Bologna, Il Mulino, 1975
- Giovanni Sabbatucci (a cura di), La crisi italiana del primo dopoguerra. La storia e la critica, Bari, Laterza, 1976
- AA. VV., Le rivoluzioni sconfitte, 1919/20, a cura di Eliana Bouchard, Rina Gagliardi, Gabriele Polo, supplemento a "il manifesto（英语：il manifesto）", Roma, s.d. (ma 1993)
- Roberto Bianchi, Pace, pane, terra. Il 1919 in Italia, Rome, Odradek（英语：Odradek） Edizioni, 2006
- Fabio Fabbri, Le origini della guerra civile. L'Italia dalla Grande Guerra al fascismo. 1918-1921, Torino, UTET, 2009.